# Maddisonia
Genre
Maddisonia est un genre d'araignées aranéomorphes de la famille des Salticidae.

## Distribution
Les espèces de ce genre sont endémiques d'Australie.

## Liste des espèces
Selon World Spider Catalog (version 18.0, 17/04/2017) :
- Maddisonia berbekai Żabka, 2014
- Maddisonia richardsoni Żabka, 2014
- Maddisonia whytei Żabka, 2014

## Étymologie
Ce genre est nommé en l'honneur de Wayne P. Maddison.

## Publication originale
- Żabka, 2014 : Maddisonia - a new jumping spider genus from Australia (Arachnida: Araneae: Salticidae). Records of the Australian Museum, vol. 66, no 4, p. 217-223 (texte intégral).